# 045 (prefisso)
045 è il prefisso telefonico del distretto di Verona, appartenente al compartimento omonimo.
Il distretto comprende la parte settentrionale della provincia di Verona. Confina con i distretti di Rovereto (0464) a nord, di Schio (0445) a nord-est, di Vicenza (0444) a est, di Legnago (0442) a sud-est, di Mantova (0376) a sud-ovest, di Brescia (030) e di Salò (0365) a ovest.

## Aree locali e comuni
Il distretto di Verona comprende 77 comuni compresi nelle 10 aree locali di:
- Bovolone (ex settori di Albaredo d'Adige, Bovolone e Zevio)
- Bussolengo (ex settori di Bussolengo e Sona)
- Costermano (ex settori di Costermano e Malcesine)
- Isola della Scala
- Peschiera del Garda
- San Bonifacio (ex settori di Montecchia di Crosara e San Bonifacio)
- San Pietro in Cariano (ex settori di Negrar e San Pietro in Cariano)
- Tregnago (ex settori di Bosco Chiesanuova e Tregnago)
- Verona
- Villafranca di Verona.

I comuni compresi nel distretto sono: Affi, Albaredo d'Adige, Arcole, Badia Calavena, Bardolino, Belfiore, Bosco Chiesanuova, Bovolone, Brentino Belluno, Brenzone sul Garda, Bussolengo, Buttapietra, Caldiero, Caprino Veronese, Castel d'Azzano, Castelnuovo del Garda, Cavaion Veronese, Cazzano di Tramigna, Cerro Veronese, Colognola ai Colli, Costermano, Dolcè, Erbè, Erbezzo, Ferrara di Monte Baldo, Fumane, Garda, Grezzana, Illasi, Isola della Scala, Isola Rizza, Lavagno, Lazise, Malcesine, Marano di Valpolicella, Mezzane di Sotto, Montecchia di Crosara, Monteforte d'Alpone, Mozzecane, Negrar, Nogarole Rocca, Oppeano, Palù, Pastrengo, Pescantina, Peschiera del Garda, Povegliano Veronese, Rivoli Veronese, Roncà, Ronco all'Adige, Roverè Veronese, Salizzole, San Bonifacio, San Giovanni Ilarione, San Giovanni Lupatoto, San Martino Buon Albergo, San Mauro di Saline, San Pietro di Morubio, San Pietro in Cariano, San Zeno di Montagna, Sant'Ambrogio di Valpolicella, Sant'Anna d'Alfaedo, Selva di Progno, Soave, Sommacampagna, Sona, Sorgà, Torri del Benaco, Tregnago, Trevenzuolo, Valeggio sul Mincio, Velo Veronese, Verona, Vestenanova, Vigasio, Villafranca di Verona e Zevio.